# J.C. Schiødte
Jørgen Matthias Christian Schiødte, född den 20 april 1815, död den 22 april 1884, var en dansk zoolog, far till arkitekten Erik Schiødte.
Schiødte var extra ordinarie professor och intendent vid zoologiska universitetsmuseet i Köpenhamn. Hans arbeten faller till allra största delen inom entomologins område och vinner allmännare betydelse därigenom, att han alltid försökte kombinera det morfologiska momentet med det allmänt fysiologiska, organisationen med levnadssättet. Bland hans många publikationer märks Genera og species af Danmarks Eleutherata (1 band, 1841), De metamorphosi tileutheratorum observationes. Bidrag til insekternes udviklingshistorie (1862–75, i den av honom själv sedan 1862 redigerade "Naturhistorisk Tidsskrift") och Specimen faunae subterraneae (1849) med flera.

## Utmärkelser
- Riddare av Dannebrogorden,  1860[3]
- Dannebrogsmännens hederstecken,  1878[3]

[Redigera Wikidata]